# Trom (misdaadserie)
Trom is een Deense misdaaddramaserie uit 2022 die zich afspeelt en gefilmd is op de Faeröer. 
Trom is het Faeröerse woord voor klif. De serie speelt zich af aan de kliffen langs de Atlantische kust in een landschap met groene heuvels en eenzame hutten. Een reeks boeken van de Faeröerse schrijver Jógvan Isaksen vormde de basis voor de roman. De zesdelige serie werd vanaf 1 oktober 2022 in België uitgezonden op Canvas in drie dubbele afleveringen. De laatste van de zes afleveringen eindigde met een cliffhanger.

## Verhaallijn
Journalist Hannis Martinsson keert na jaren terug vanuit Denemarken naar de Faeröer omdat dierenwelzijns- en klimaatactiviste Sonja hem een videoboodschap stuurde. Daarin beweert ze niet alleen dat ze een verhaal voor hem heeft - ze is ook zijn dochter, van wie hij nooit iets heeft geweten. Sonja wordt kort daarna als vermist opgegeven. Bij zijn zoektocht raakt Martinsson verwikkeld in intriges in de lokale vissersgemeenschap. Hij vermoedt dat de lokale zakenman Ragnar op de een of andere manier bij betrokken is bij de dood van zijn dochter. Ook politieagent Karla Mohr heeft verdenkingen tegen Ragnar, maar zij verbergt bewijs dat de verdenking op haar eigen zoon zou kunnen richten. 

## Erkenning
Op het Monte Carlo TV Festival won Trom - Deadly Cliffs in juni 2022 de Speciale Juryprijs. Ulrich Thomsen werd ook uitgeroepen tot Beste Acteur.